# See You Next Tuesday (film)
Pour les articles homonymes, voir See You Next Tuesday.
Pour plus de détails, voir Fiche technique et Distribution.
See You Next Tuesday est un film américain écrit et réalisé par Drew Tobia, sorti en 2013. 
C'est son premier long métrage.

## Fiche technique
- Titre : See You Next Tuesday
- Réalisation : Drew Tobia
- Scénario : Drew Tobia
- Producteur : Rachel Wolther
- Musique : Brian McOmber
- Langue d'origine : Anglais américain
- Pays d'origine : États-Unis
- Lieux de tournage : New York, États-Unis
- Genre : Comédie dramatique
- Durée : 82 minutes
- Date de sortie :
  -  États-Unis : 10 mars 2013 (Chicago Underground Film Festival (en))
  -  Royaume-Uni : 13 octobre 2013 au Festival du film de Londres
  -  France : 1er décembre 2013 au Festival du film de Belfort - Entrevues

## Distribution
- Eleanore Pienta : Mona
- Dana Eskelson : May
- Molly Plunk : Jordan
- Keisha Zollar : Sylve
- Beverly Bonner
- Ann Carr
- Taylor Dior : Alicia
- Stephan Goldbach : Dogfood Guy
- David Ilku : Rick
- Ingrid Jungermann
- Michele Meises : Meeting Leader
- Melodie Sisk
- Michele Ann Suttile : AA Member
- Levi Wilson : AA Sex Addict
- Maria Wilson : Naomi